# 查氏櫛鱗鰨
查氏櫛鱗鰨為輻鰭魚綱鰈形目鰨亞目鰨科的其中一種，為熱帶海水魚，分布於西太平洋巴布亞紐幾內亞海域，棲息深度30公尺，體長可達3.5公分，棲息在底層水域，生活習性不明。